# Microsoft Surface
Мајкрософт Сурфејс (енгл. Microsoft Surface) је бренд личних рачунара, таблета и паметних табли дизајнирани и брендирани од стране компаније Мајкрософт. Раде на Microsoft Windows оперативном систему, осим Surface Duo телефона који ради на Android-у. Бренд се састоји од таблет рачунара, 2-у-1 рачунара са раздвојивом тастатуром, интерактивих табли и додатне опреме за рачунаре. Већина рачунара користи Intel процесоре и компатибилни су са Windows 10 или Windows 11 оперативним системом. 

## Уређаји
Surface бренд се састоје из десет група уређаја:
- Surface линија таблет рачунара, који су имали PixelSense технологију која би могла да препозна предмете постављене на екран.
- Surface Go линија хибридних таблет рачунара, са опцијоном раздвојивом тастатуром и опцијоном оловком за цртање. Најновији модел је Surface Go 3.[2]
- Surface Pro линија хибридних таблата, такође са опцијоном тастатуром и оловком, намењени за професионалне кориснике којима је потребна јача графичка и процесорска снага. Најновији модели су Surface Pro 8 и Surface Pro X, који поседује Microsoft SQ2 ARM SoC (модификофана верзија Snapdragon 8cx система на чипу).[3]
- Surface Laptop Go, представљен у октобру 2020, чини јефтинију алтернативу у односу на остале Surface рачунаре.[2]
- Surface Laptop, лаптоп са екраном осетљивим на додир од 13.5 или 15 in (38 cm). Иако поседује екран осетлјив на додир, не може се користити као таблет рачунар због нераздвољиве тастатуре. Оригинални модел је користио Windows 10 S оперативни систем (ограничена верзија Windows 10 чија је главна лимитација била немогућност покретања класичних десктоп .exe програма), са могућношћу да се надогради на Windows 10 Pro. Почевши од Surface Laptop 2 користе се регуларни Windows 10 Home и Pro верзије.[4]
- Surface Book, лаптоп рачунар који се састоји од таблет рачунара који може независно да ради и базе са тастатуром који садржи додатну батерију и опционалну дискретну графичку картицу. Долазио би уз оловку за цртање по екрану, али најновији модел Surface Book 3 је продаје засебно.[5]
- Surface Laptop Studio, представљен у септембру 2021. године, добија нови дизајн који у односу на остале урађаје има екран који се спушта преко тастатуре, уместо да се одваја од ње.[6]
- Surface Studio, столни рачунар у all-in-one формату са екраном од 28 in (71 cm), служио је примарано за посао у коме је било присутно цртање, пројектовање и креирање мултимедијалног садржаја. Екран рачунара је било могуће померити и претворити га у таблу за дигитално цртање помоћу оловке и Surface Dial точкића који би долазили уз рачунар.[7]
- Surface Hub, дигитална табла за писање намењена за колаборацију више људи.[8]
- Surface Duo, Мајкрософтов паметни телефон који ради на Android оперативном систему, састоји се из два екрана и када је отворен може се користии као таблет.

## Историја
Мајкрософт је први пут представио Сурфаце таблет 18. јуна 2012, представљен од стране тадашњег изврног директора Стив Балмера у Milk Studio у Лос Анђелесу. Surface је био први озбиљан покушај да Мајкрософт споји свој софтвер са својим хардвером, такође је био први рачунар који је Мајкрософт самостално дизанирао и дистрибуирао.
Први Сурфејс таблет почео је да прима резервације 16. октобра 2012 за испоруку која би кренула 26. октобра. Таблет је представљен током истог догађаја када је Windows 8 пуштeн у продају. Surface Pro је био доступан за куповину 9. фебруара 2013. У почетку су били доступни у куповину у Мајкрософтовим продавницама и преко интернета, али је касније проширена и на друге малопродајне продавце.

### Процесор
Прва генерација Сурфејса користила је четворојезграни Nvidia Tegra 3 процесор са ARM архитектуром, за разлику од каснијих модела са Intel x64 архитектуром морали су користили Windows RT оперативни систем који је био специјално направљен за уређаје са ARM процесорима. Surface 2 је имао унапређену верзију Nvidia Tegra 4. Windows RT је био лимитиран само на апликације са Windows продавнице које су подржавале ARM архитектуру. Са Surface 3 креће да се корисити Intel x64 архитектура коју су користили Surface Pro уређаји. Surface 3 користи Intel Atom X7 процесор.
Surface Pro X (2019) користи модификовани ARM64 систем на чипу, Microsoft SQ1. Новији модел користи унапређену верзију овог чипа, познатији као Microsoft SQ2.

### Меморија
Сурфејс уређаји су долазили уз 6 различитих количина меморије: 32, 64, 128, 256, 512 GB и 1 TB. Након друге генрације модел са 32 GB је био повучен из продаје. Сви модели осим Surface Pro X имају и microSDXC слот за меморијску картицу која би омогућила проширење меморије до 200 GB.

### Дизајн и уграђени држач
Ранији модели су били направљени од VaporMg легуре магнезијума који је имао полу-сјајан премаз који су давали уређајима изглед издржљивости, Мајкрософт тај изглед назива тамни титанијум ("dark titanium"). Новији модели су прешли на сиви мат изглед са полу-прозирним премазом кроз који показује боју магнезијума од чека су уређаји били изграђени. Surface Laptop долази у 4 боје: платина, златна, бордо и кобалтно плава.
Surface и Surface Pro уређаји имају уграђени држач који се налазио на полеђени уређаја, када се отвори таблет би могао да стоји самостално. Прва генерација је имала држач који је могао да буде постављен у положај од 22 степена, испоставило се да је тај положај може да учини куцање и коришћење уређаја у крилу непријатним. Друга генерација је имала нови дизајн држача који је додао и положај од 55 степени. Surface 3 је имао држач са 3 положаја: 22, 44 и 60 степени. Surface Pro 3 је био први уређај који је има држач који је могао да стоји у било ком положају између 22 и 150 степени. Са петом генерацијом Surface Pro је постао најфлексибилнији, могао је да буде у положају до 165 степени што Мајкрософт назива "Studio Mode".

### Surface Book
Мајкрософт је 6. октобра 2015. представио Surface Book, 2-у-1 лаптоп са одвојивом тастатуром која се механички повезивала са таблетом. Ово је први Сурфејс уређај који је био рекламиран као лаптоп, а не као таблет.
26. октобра 2016. Мајкрософт је представио додатну конфигурацију која се звала Surface Book with Performance Base, која је имала унапређени процесор и бољу батерију.
Друга генерација Surface Book 2 је представљенѕ 17. октобра 2017. имала је унапређени керамичке шарке за бољу стабилност и бољу распоређеност тежине. Модел са екраном од 15 in (38 cm) је такође додат у продају.
Трећа генерација Microsoft Surface Book 3 је представљен 6. маја 2020. године, главне одлуке су Intel процесори десете генерације, дуже трајање батерије и бржа меморија.

### Surface Laptop
Мајкрософт је 3. маја 2017 представио Surface Laptop, лаптоп са нераздвојивом тастатуром са тврдњама да има најтањи LCD панел који је осетљив на додир. Тастатура не може да се уклони са екрана и није га могуће користити као таблет. Долази у четири боје и неправљен је од исте врсте тканине као Type Cover тастатура за таблете. 
Уређај би долазио уз ограничену верзију Windows-a, Windows 10 S који доноси боље перформансе по цени рестрикције да су само апликације са Мајкрософт продавнице биле дозвољене. Корисници су могли да бесплатно надограде на стандардну верзију Windows 10 без новчане накнаде. 

### Surface Studio
Мајкрософт је 26. октобра 2016 представио нови "all-in-one" десктоп рачунар, Surface Studio. Све компоненте рачунара, укључујући процесор, звучнике и напајање су смештени у бази док је екран на флексибилним шаркама које омогућују да се екран спусти до положаја од 20 степени како би се лакше цртало и скицирало на екрану.

### Surface Hub
Surface Hub је интерактивна табла представљена од стране Мајкрософт 2. октобра 2019. Екран је димензија 84 in (210 cm), поседује 120 Hz фреквенције освежавања са 4K резолуцијом или 55 in (140 cm) екран са 1080p резолуцијом. Намењен је за заједнички рад и конференцијеске позиве. Корисити измењену верзију Windows 10 оперативног система

### Surface Duo
Surface Duo је први телефон компаније Мајкрософт после Lumia телефона и први уређај који Мајкрсофт продаје да ради на Android оперативном систему.

## Софтвер
Прва и друга генерација Сурфејса су користили Windows RT, посебну верзију Windows 8 који је био дизајниран за рад са ARM процесорима, нису могли да се надограде на Windows 10. Постојале су већа ажуриранја као што су Windows RT 8.1, RT 8.1 Update 1, RT 8.1 August update, and RT 8.1 Update 3. Након представљања Windows 10 ови уређаји су добили неколико нових функција једна од којих је нови старт мени који изгледа као старт мени на Windows 10 током ранијих фаза развоја.
Почевши са Surface Pro 4, сви Сурфејс модели подржавају Windows Hello биометричну аутентификацију помоћу камера и инфрацрвених сензора. Surface Pro 3 може имати ове функције помоћу тастатуре за Surface Pro 4 са сензором за отисак прста.